# 金吒

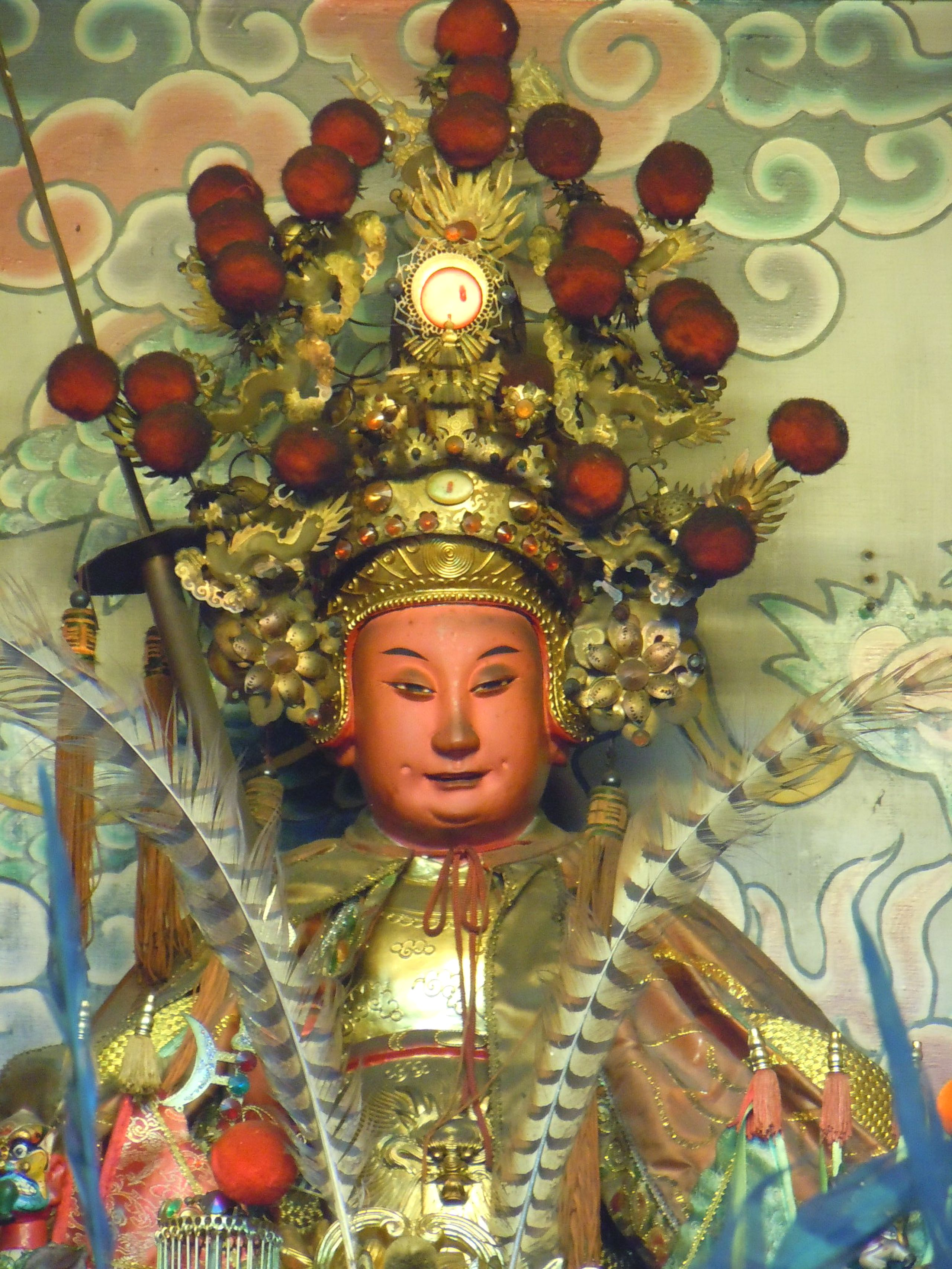
金吒大太子元帥（臺中市港尾太子宮）

金吒，原作軍吒（軍叱）或君吒（君叱），是中国神话中的民俗神，也是被道教佛教官方祭祀的宗教神。按《道法會元》所述，軍吒唎（金吒）与哪吒是同一類型的道教护法神，位列马王爷的将班之中。

## 概說
金吒原本是密宗五大明王之一的军荼利明王（亦稱军吒利明王、甘露明王），司职长生医疗净化驱魔的神祗。由於可能隨著民間文學的影響，導致為了配合「木吒」，使得「軍吒」（君吒）被改名為「金吒」。
在民俗庙会中，金吒通常被称为「托塔天王的大太子」，与弟弟二太子木吒和三太子哪吒一起被南方沿海的祠庙祭祀。
在閩南同安、金门民间传说中，金吒是一白衣形象；閩台祠廟中，金吒乘的座骑為雪山狮子或龍馬。在民间傩祭中，金吒是一戴冠的青年形象，木吒和哪吒则梳总角与三发髻，以年龄区分神祗造型。金吒有随军护法仪轨，被视为一位军神。在古代传奇中，金吒的法宝兵器，大致上有遁龙桩、剑、戟、枪、甘露宝瓶、灵蛇等。

## 宗教信仰

### 廟宇
| 台灣           |                                    |                    |          |
| 建立年份       | 廟宇名稱                           | 縣市               | 備註     |
| 1723年         | 菓葉村聖帝廟                       | 澎湖縣湖西鄉果葉村 | [ 4 ]    |
| 1767年         | 西溪村北極殿                       | 澎湖縣湖西鄉西溪村 | [ 5 ]    |
| 1786年         | 湖西村天后宫                       | 澎湖縣湖西鄉湖西村 | [ 6 ]    |
| 1823年         | 建安宮                             | 臺南市南區         | [ 7 ]    |
| 1851年         | 陳厝厝永興宮                       | 彰化縣永靖鄉東寧村 | [ 8 ]    |
| 1903年         | 乾元宮順化堂                       | 雲林縣斗南鎮明昌里 | [ 9 ]    |
| 1924年         | 財團法人高雄大港埔祖師廟           | 高雄市             | [ 10 ]   |
| 1927年         | 西安宮                             | 彰化縣溪湖鎮西勢里 | [ 11 ]   |
| 1930年         | 龍興宮                             | 高雄市             | [ 12 ]   |
| 1945年         | 財團法人屏東縣長治鄉福崙宮         | 屏東縣長治鄉崙上村 | [ 13 ]   |
| 1948年         | 南天宮                             | 屏東縣崁頂鄉園寮村 | [ 14 ]   |
| 1949年         | 大和元帥宮                         | 屏東縣東勢村新生路 | [ 15 ]   |
| 1959年（前殿） | 天龍宮                             | 雲林縣斗六市久安里 | [ 16 ]   |
| 1965年         | 太子宮                             | 高雄市             | [ 17 ]   |
| 1965年         | 壽桃宮                             | 彰化縣埔心鄉埔心村 | [ 18 ]   |
| 1966年         | 蚵寮村代天府                       | 彰化縣伸港鄉蚵寮村 | [ 19 ]   |
| 1966年         | 社腳金興宮                         | 苗栗縣後龍鎮復興里 | [ 20 ]   |
| 1972年         | 船仔頭太子宮                       | 屏東縣東港鎮船頭里 | [ 21 ]   |
| 1976年         | 財團法人台灣省嘉義市南天門太子行宮 | 嘉義市             | [ 22 ]   |
| 1981年         | 聖武宮                             | 臺東縣成功鎮三以里 | [ 23 ]   |
| 1981年         | 金西宮                             | 臺南市北門區       | [ 註 1 ] |
| 1982年         | 溫厝角溫勝宮                       | 雲林縣斗南鎮將軍里 | [ 25 ]   |
|                | 奉天宮                             | 雲林縣林內鄉林南村 | [ 26 ]   |
|                | 金吒宮                             | 台東縣台東市       | [ 27 ]   |
|                | 台中港福宮                         | 台中市西屯區港尾里 |          |
|                | 港尾太子宮                         |                    |          |
|                | 天元宮                             | 台東縣馬蘭地區     | [ 28 ]   |
|                | 台東金龍宮                         | 台東縣台東市       |          |

## 文學形象

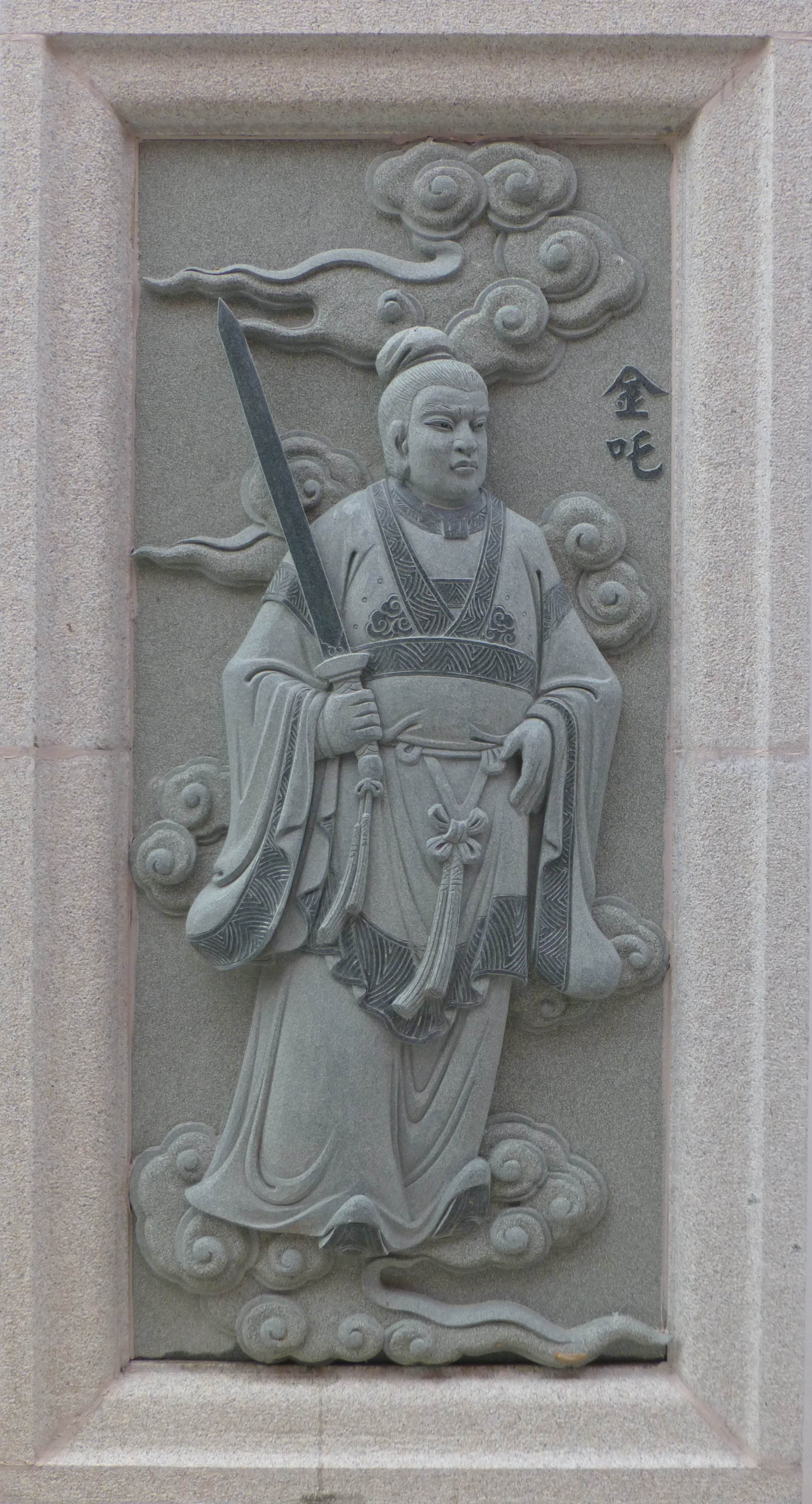
馬來西亞實兆遠品仙祠大伯公廟的《封神演義》金吒浮雕

传说金吒的父亲是陈塘关总兵托塔天王李靖，金吒的兩個弟弟分別是木吒和哪吒。在《西遊記》里，金吒当时在灵山任职，担任如来佛祖的前部護法。明代《封神演義》中，金吒是文殊廣法天尊的弟子、元始天尊的徒孙，曾下山助武王伐纣。其性格较为冷静理智，从智取游魂关一节来看，他也懂兵法能谋划，应该是继承的文殊广法天尊的智谋向门风。書中金吒在道门穿淡黄道服。在書中，金吒的法宝是遁龙桩（又名七宝金莲），来源于甘露明王手持灵蛇的形象。遁龙桩由文殊广法天尊炼制成，未使用时是一根三四寸的木棍带三个铁环，一旦用起此宝时威力无比。往地下一扔，迎风就长，长到三丈多高。三个铁环变成三个铁圈。可以把好几个人一同扣住，三个铁圈一个扣在脖子上，一个扣在腰上，剩下的扣在脚踝上，越动越紧。曾扣过哪吒、王魔（四聖大元帥）和秦完（秦天君）。后传给金吒。
清代车王府的鼓词《封神榜》里，其形象为齿白唇红、面目清秀。

## 影視形象

### 電視劇
| 年份   | 劇名                 | 演員   | 製作公司             | 備註     |
| ------ | -------------------- | ------ | -------------------- | -------- |
| 1986年 | 《哪吒》             | 譚榮傑 | 亞視                 |          |
| 1990年 | 《封神榜》           | 王海弟 | 上海電視劇製作中心   |          |
| 2000年 | 《封神榜》           | 林嘉欣 | 中國電視公司（中視） |          |
| 2001年 | 《封神榜》           | 鄧兆尊 | 香港電視廣播有限公司 |          |
| 2006年 | 《封神榜之鳳鳴岐山》 | 陳甘霖 | 中國中央電視台       |          |
| 2009年 | 《封神榜之武王伐紂》 | 丁汀   | 中國中央電視台       | 林心如版 |
| 2014年 | 《封神英雄榜》       | 孫聰   | 山東衛視             |          |